# Sambal (singolo)
Sambal è un singolo di Purple Disco Machine realizzato in collaborazione con Aeroplane e pubblicato il 12 luglio 2016.

## Tracce
1. Sambal – 3:27